# Luz María Rondón
Luz María Rondón (Río Piedras, 29 de marzo de 1933) es una actriz y profesora de actuación puertorriqueña.

## Carrera

### Actuación
Comenzó su carrera como actriz en 1957, cuando tenía 24 años.
Dejó la actuación para asistir a la universidad, obteniendo una licenciatura en docencia de la Universidad de Puerto Rico. Ella también comenzó a formar una familia, pero la tragedia pronto llegó a su vida: su hijo menor, Carlos («Carlitos»), fue diagnosticado con leucemia. Carlitos murió poco después, un acontecimiento que marcó a Rondón por el resto de su vida (en 1987, dijo al periódico nacional El Reportero que, en su opinión, los padres nunca se recuperan de la muerte de un hijo).
La muerte de Carlitos la inspiró a regresar a la UPR, a estudiar actuación. De regreso a la UPR, conoció a Leopoldo Santiago Lavandero, una destacada personalidad teatral de la época. Unos meses después, debutó en la producción Romeo y Julieta del teatro de la UPR.
Poco después, se incorporó a la compañía teatral «Teatro del Sesenta», un grupo de actores entre cuyos integrantes también estuvieron, en algún momento u otro, Gilda Haddock, Pedro Juan Texidor y Luis Oliva, entre otros.
Disfrutó de una fructífera carrera teatral; actuó en más de 100 obras y ganó dos premios Golden Laurel (el equivalente teatral puertorriqueño de los premios Tony), uno por su participación en Los ángeles se han fatigado de 1979 y otro por su trabajo en Amor en el caserío de 1980. En 1982, su actuación en una obra llamada El insólito caso de Miss Piña Colada le valió elogios de la crítica de críticos como Ramón Figueroa Chapel de El Mundo, quien la llamó «señora actriz» en la edición del 2 de julio de 1982 de ese periódico.
El éxito televisivo siguió a su éxito como actriz teatral, ya que comenzó a actuar en muchas telenovelas puertorriqueñas. En 1978, fue contratada por el Canal 11 para trabajar en una telenovela llamada Mi Querida Sylvia, donde trabajó junto a las estrellas principales Marilyn Pupo y Daniel Lugo, así como con Ángela Meyer, Carmen Belén Richardson, Axel Anderson, Miguel Ángel Suárez, Joffre Pérez y muchos otros actores puertorriqueños notables de la época. A pesar de su elenco estelar, esta telenovela fue, sin embargo, un fracaso de crítica y de audiencia.
Luego actuó en una telenovela llamada Sabel, antes de mudarse al Canal 4, para actuar en una telenovela que es considerada por los fanáticos y críticos un clásico de la televisión puertorriqueña: Yo sé que mentía, junto al argentino Daniel Guerrero y la puertorriqueña Iris Chacón y una joven Adamari López. Ese programa estuvo al aire durante el año 1982. Durante la década de 1980 participó en muchas otras telenovelas, muchas en Canal 2, como Coralito, Laura Guzmán, culpable, el clásico de la televisión puertorriqueña Tanairí, ¿De que color es el amor?, Preciosa y Ave de paso. Luego se retiró de la actuación en televisión por un período, debido, en parte, a que las estaciones de televisión puertorriqueñas redujeron sus números de producción de telenovelas locales a partir de la década de 1990.
En 1988, hizo su debut en la comedia, al participar, junto a Raúl Dávila y su compañero del «Teatro del Sesenta» Luis Oliva, entre otros, en un programa del Canal 4 que se convirtió en un gran éxito en Puerto Rico, Carmelo y Punto, interpretando a una mujer que estaba profundamente -y desesperadamente- enamorada del personaje principal de Dávila, «Carmelo».
En el año 2000, hizo un regreso único al mundo de las telenovelas, actuando en Cuando despierta el amor, que resultó ser la última telenovela en la que participó.
Durante 2021, Rondón fue la estrella principal de una película llamada Perfume de gardenias, donde interpretó a «Isabel». Esta película se proyectó, entre otros, en el Festival de Cine de Tribeca en Estados Unidos.

### Profesora de interpretación
Durante 1990, junto con Herman O'Neill (otro popular actor puertorriqueño de la época), abrió una escuela de actuación.